# Ilaria Bianchi

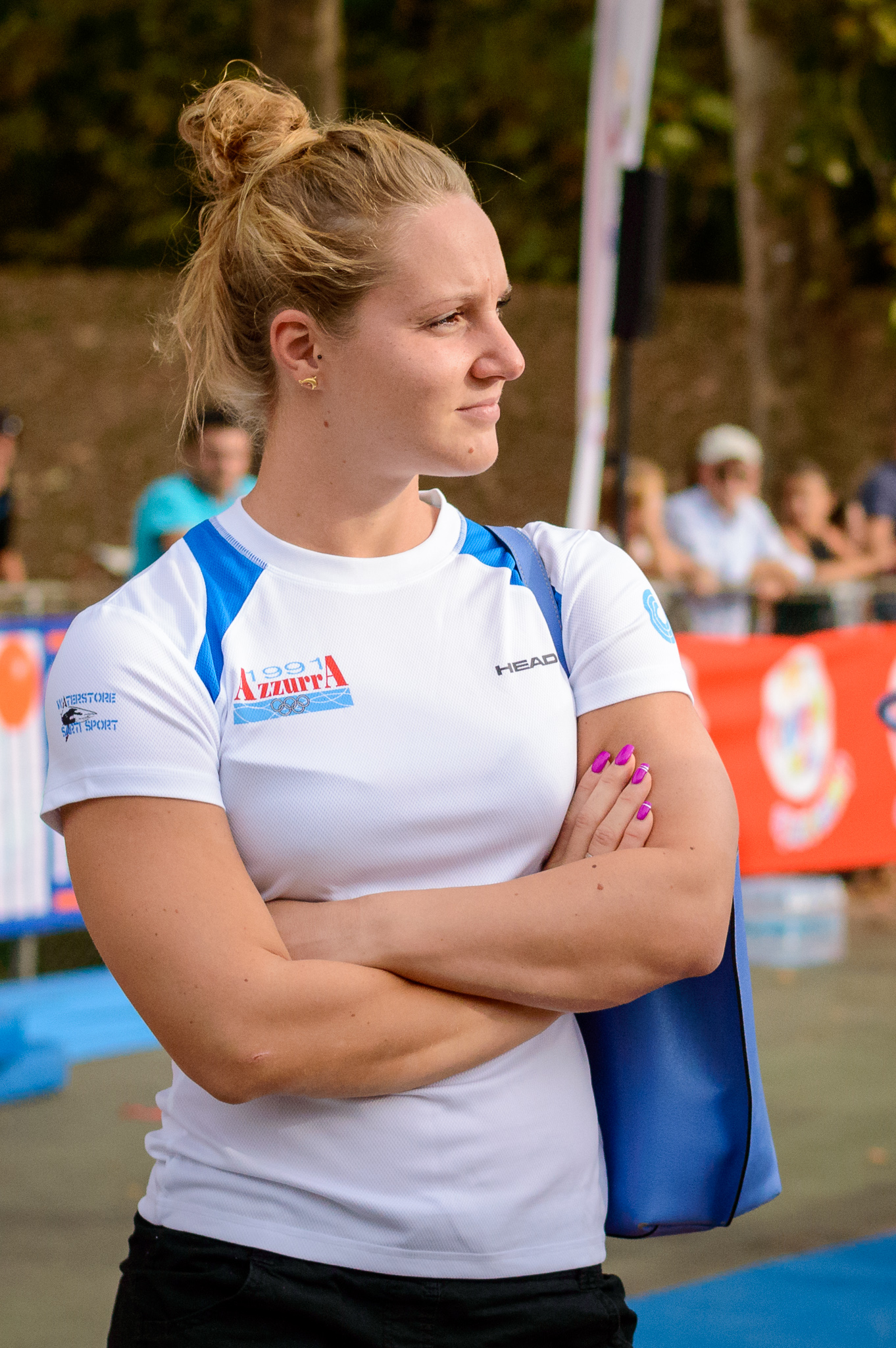
Ilaria Bianchi (2015)

Ilaria Bianchi (* 6. Januar 1990 in Castel San Pietro Terme) ist eine italienische Schwimmerin, die bei Weltmeisterschaften auf der 25-Meter-Bahn eine Gold- und eine Bronzemedaille gewann. Bis 2023 erhielt sie bei Schwimmeuropameisterschaften drei Silbermedaillen und zwei Bronzemedaillen auf der 50 Meter-Bahn sowie einmal Gold, zweimal Silber und dreimal Bronze auf der 25-Meter-Bahn. Bei Mittelmeerspielen erschwamm sie zwei Goldmedaillen und eine Bronzemedaille.

## Karriere
Die 1,70 Meter große Ilaria Bianchi schwamm für Imola Nuoto und für FFAA Roma und gehörte der Sportgruppe der Polizia Penitenziaria an, der Fiamme Azzura. Sie gewann über 20 italienische Meistertitel im Schmetterlingsschwimmen.

### Die frühen Jahre von 2006 bis 2011
Ilaria Bianchi belegte bei den Juniorenweltmeisterschaften 2006 den zweiten Platz über 50 Meter Schmetterling und gewann über 100 Meter Schmetterling den Titel.
Bei den Olympischen Spielen 2008 in Peking wurde Bianchi im Halbfinale über 100 Meter Schmetterling disqualifiziert. Die 4-mal-100-Meter-Lagenstaffel mit Romina Armellini, Roberta Panara, Ilaria Bianchi und Federica Pellegrini schwamm im Vorlauf die 14. Zeit von 16 Staffeln.
Im Jahr darauf bei den Mittelmeerspielen 2009 in Pescara wurde Bianchi Vierte über 100 Meter Schmetterling mit 0,28 Sekunden Rückstand auf die Bronzemedaille. Einen Monat später bei den Weltmeisterschaften in Rom schied Bianchi über 100 Meter Schmetterling als 22. der Vorläufe aus. Die italienische Lagenstaffel wurde im Vorlauf disqualifiziert.
Zwei Jahre später bei den Weltmeisterschaften 2011 in Shanghai wurde Bianchi 34. der Vorläufe über 100 Meter Schmetterling. Die Lagenstaffel schied als 14. der Vorläufe aus. Bei den Kurzbahneuropameisterschaften in Stettin wurde sie Sechste über 50 Meter Schmetterling mit 0,19 Sekunden Rückstand auf die Medaillenränge. Die 4-mal-50-Meter-Lagenstaffel mit Arianna Barbieri, Lisa Fissneider, Ilaria Bianchi und Erika Ferraioli schlug als Fünfte mit drei Zehntelsekunden Rückstand auf Bronze an. Über 100 Meter Schmetterling siegte die Dänin Jeanette Ottesen vor der Britin Jemma Lowe, 0,75 Sekunden dahinter erkämpfte Bianchi die Bronzemedaille.

### 2012 mit Titelgewinnen auf der Kurzbahn
Im Mai 2012 bei den Europameisterschaften in Debrecen wurde Bianchi Siebte über 50 Meter Schmetterling. Über 100 Meter Schmetterling schwamm sie die schnellste Vorlaufzeit, wurde aber im Halbfinale disqualifiziert. Die 4-mal-100-Meter-Lagenstaffel mit Carlotta Zofkova, Chiara Boggiatto, Silvia Di Pietro und Alice Mizzau erreichte den Endlauf mit der schnellsten Vorlaufzeit. Im Finale waren Arianna Barbieri, Chiara Boggiatto, Ilaria Bianchi und Alice Mizzau über drei Sekunden schneller als die Vorlaufstaffel und erreichten das Ziel als Zweite hinter der deutschen Staffel. Alle sechs beteiligten Italienerinnen erhielten eine Silbermedaille.
Zwei Monate später bei den Olympischen Spielen in London schwamm Bianchi im Vorlauf über 100 Meter Schmetterling die 12. Zeit und hatte als Achte im Halbfinale 0,25 Sekunden Vorsprung vor der Neuntplatzierten. Im Finale schwamm sie in 57,27 Sekunden auf den fünften Platz und hatte 0,33 Sekunden Rückstand auf die drittplatzierte Australierin Alicia Coutts. Die Lagenstaffel mit Arianna Barbieri, Michela Guzzetti, Ilaria Bianchi und Federica Pellegrini schied als Elfte im Vorlauf aus.
Im November 2012 fanden die Kurzbahneuropameisterschaften in Chartres statt. Über 50 Meter Schmetterling schlug Bianchi als Vierte drei Hundertstelsekunden nach der drittplatzierten Französin Mélanie Henique an. Über 100 Meter Schmetterling gewann Bianchi den Titel mit sechs Zehntelsekunden vor der Belgierin Kimberly Buys. Die 4-mal-50-Meter-Lagenstaffel mit Arianna Barbieri, Chiara Boggiatto, Ilaria Bianchi und Silvia Di Pietro wurde Fünfte. Die 4-mal-50-Meter-Mixed-Freistilstaffel mit Federico Bocchia, Luca Dotto, Silvia Di Pietro und Ilaria Bianchi schlug als Vierte an, hatte aber 0,66 Sekunden Rückstand auf die Medaillenränge.
Drei Wochen später bei den Kurzbahnweltmeisterschaften in Istanbul schied Bianchi über 50 Meter Schmetterling im Halbfinale aus. Die 4-mal-100-Meter-Lagenstaffel mit Arianna Barbieri, Chiara Boggiatto, Ilaria Bianchi und Federica Pellegrini belegte den siebten Platz. Über 100 Meter Schmetterling gewann Bianchi die Goldmedaille mit 0,45 Sekunden Vorsprung vor der Chinesin Liu Zige.

### Von 2013 bis 2016
Bei den Mittelmeerspielen 2013 in Mersin siegte Bianchi über 100 Meter Schmetterling mit sechs Zehntelsekunden Vorsprung vor ihrer Landsfrau Elena Di Liddo. Einen Monat später bei den Weltmeisterschaften in Barcelona schlug Bianchi über 100 Meter Schmetterling als Sechste an. Sie hatte 0,87 Sekunden Rückstand auf Bronze. Ende 2013 bei den Kurzbahneuropameisterschaften in Herning wurde Bianchi Sechste über 100 Meter Schmetterling, wobei zwischen der drittplatzierten Jeanette Ottesen und der viertplatzierten Niederländerin Inge Dekker 0,72 Sekunden lagen. Bianchi schlug fünf Hundertstelsekunden nach Dekker an.
Bei den Europameisterschaften 2014 in Berlin stellte die 4-mal-100-Meter-Mixed-Lagenstaffel mit Christopher Ciccarese, Andrea Toniato, Ilaria Bianchi und Chiara Masini Luccetti im Vorlauf einen neuen Europarekord auf. Obwohl Luca Mencarini, Mattia Pesce, Elena Di Liddo und Federica Pellegrini im Finale 0,34 Sekunden unter der Vorlaufzeit blieben, wurden sie nur Fünfte, während das britische Quartett den Europarekord um 4,55 Sekunden verbesserte und damit auch einen neuen Weltrekord aufstellte. Während Bianchi als 18. über 50 Meter Schmetterling bereits im Vorlauf ausschied, erreichte sie das Finale über 100 Meter Schmetterling mit der fünftschnellsten Halbfinalzeit. Im Endlauf siegte Jeanette Ottesen vor der Schwedin Sarah Sjöström. 1,19 Sekunden hinter der Schwedin erkämpfte Bianchi die Bronzemedaille mit einer Hundertstelsekunde Vorsprung vor Inge Dekker. Die 4-mal-100-Meter-Lagenstaffel mit Carlotta Zofkova, Arianna Castiglioni, Ilaria Bianchi und Erika Ferraioli belegte den fünften Rang. Im Dezember bei den Kurzbahnweltmeisterschaften in Doha belegte die 4-mal-50-Meter-Lagenstaffel mit Elena Di Liddo, Arianna Castiglioni, Ilaria Bianchi und Erika Ferraioli den fünften Platz. Bianchi wurde Sechste über 100 Meter Schmetterling. Schließlich belegte die 4-mal-100-Meter-Lagenstaffel mit Arianna Barbieri, Arianna Castiglioni, Ilaria Bianchi und Erika Ferraioli den siebten Rang.
2015 bei den Weltmeisterschaften in Kasan verfehlte Bianchi als 15. im Halbfinale über 100 Meter Schmetterling den Endlauf um eine halbe Sekunde. Die Lagenstaffel wurde im Vorlauf Neunte und verpasste den Finaleinzug ebenfalls um eine halbe Sekunde. Ende des Jahres bei den Kurzbahneuropameisterschaften in Netanja schlug Bianchi über 100 Meter Schmetterling als Vierte an, zwei Hundertstelsekunden hinter der Deutschen Alexandra Wenk auf dem Bronzerang. Bianchi war in Netanja auch über 50 Meter Schmetterling und über 100 Meter Lagen gestartet, aber jeweils nicht über den Vorlauf hinausgekommen.
Im Mai 2016 bei den Europameisterschaften in London schwamm die 4-mal-100-Meter-Mixed-Lagenstaffel mit Christopher Ciccarese, Fabio Scozzoli, Ilaria Bianchi und Federica Pellegrini die zweitschnellste Vorlaufzeit. Im Finale wurden Piero Codia, Martina Carraro, Simone Sabbioni und Federica Pellegrini Zweite hinter dem britischen Quartett. Über 100 Meter Schmetterling gewann Sjöström vor Ottesen, 0,69 Sekunden dahinter erkämpfte Bianchi die Bronzemedaille mit zwei Hundertstelsekunden Vorsprung auf die Ungarin Liliána Szilágyi. Zum Abschluss der Wettbewerbe gewann die britische 4-mal-100-Meter-Lagenstaffel mit über zwei Sekunden Vorsprung vor Carlotta Zofkova, Martina Carraro, Ilaria Bianchi und Erika Ferraioli, im Vorlauf war auf der Brustlage Arianna Castiglioni geschwommen.
Im August bei den Olympischen Spielen in Rio de Janeiro erreichte Bianchi im Vorlauf über 100 Meter Schmetterling die 21. Zeit und lag 0,34 Sekunden über der Zeit, die für die Halbfinalteilnahme erforderlich gewesen wäre. Die italienische 4-mal-100-Meter-Lagenstaffel mit Carlotta Zofkova, Arianna Castiglioni, Ilaria Bianchi und Federica Pellegrini wurde Achte.

### Von 2017 bis 2019
Bei den Weltmeisterschaften 2017 in Budapest schied Bianchi über 100 Meter Schmetterling im Halbfinale und über 200 Meter Schmetterling im Vorlauf aus. Die italienische 4-mal-100-Meter-Lagenstaffel mit Margherita Panziera, Arianna Castiglioni, Ilaria Bianchi und Federica Pellegrini belegte den achten Platz. Ebenfalls Achte wurde die 4-mal-100-Meter-Mixed-Lagenstaffel mit Matteo Milli, Nicolò Martinenghi, Ilaria Bianchi und Federica Pellegrini. Im Dezember fanden in Kopenhagen die Kurzbahneuropameisterschaften 2017 statt. Über 200 Meter Schmetterling gewann Bianchi die Silbermedaille drei Zehntelsekunden hinter der Deutschen Franziska Hentke und neun Hundertstelsekunden vor der Französin Lara Grangeon. Über 100 Meter Schmetterling schlug Bianchi als Fünfte an.
Im August 2018 bei den Europameisterschaften in Glasgow wurde Bianchi Vierte über 100 Meter Schmetterling und hatte dabei vier Hundertstelsekunden Rückstand auf Elena Di Liddo, die Bronze gewann. Über 200 Meter Schmetterling schied Bianchi als Zehnte im Vorlauf aus, über 50 Meter Schmetterling als Zwölfte im Halbfinale. Die 4-mal-100-Meter-Lagenstaffel verfehlte die Bronzemedaille um neun Hundertstelsekunden. Hier war Bianchi im Vorlauf und Di Liddo im Endlauf geschwommen. Ende des Jahres bei den Kurzbahnweltmeisterschaften in Hangzhou wurde Bianchi Fünfte über 200 Meter Schmetterling und Achte mit der 4-mal-50-Meter-Lagenstaffel. Über 100 Meter Schmetterling hatte sie als Viertplatzierte acht Hundertstelsekunden Rückstand auf die drittplatzierte Brasilianerin Daiene Dias. Die 4-mal-100-Meter-Lagenstaffel mit Margherita Panziera, Martina Carraro, Elena Di Liddo und Federica Pellegrini gewann die Bronzemedaille hinter der US-Staffel und den Chinesinnen. Bianchi erhielt ebenfalls eine Bronzemedaille, das sie im Vorlauf mitgewirkt hatte.
2019 bei den Weltmeisterschaften in Gwangju schied Bianchi über 100 Meter Schmetterling im Halbfinale aus. Sie schwamm im Vorlauf der Lagenstaffel, die im Endlauf in der Besetzung Margherita Panziera, Martina Carraro, Elena Di Liddo und Federica Pellegrini mit fast drei Sekunden Rückstand auf die Medaillengewinnerinnen Vierte wurde. Die 4-mal-100-Meter-Mixed-Freistilstaffel mit Manuel Frigo, Alessandro Miressi, Ilaria Bianchi und Federica Pellegrini belegte den achten Platz. Bei den Kurzbahneuropameisterschaften 2019 in Glasgow gewann Bianchi über 200 Meter Schmetterling die Silbermedaille mit einer Sekunde Rückstand auf die Ungarin Katinka Hosszú. Über 100 Meter Schmetterling wurde Bianchi Fünfte.
2020 ruhte der Wettkampfbetrieb weitgehend, die internationalen Meisterschaften wurden wegen der COVID-19-Pandemie verschoben.

### Von 2021 bis 2023
Im Mai 2021 fanden die Europameisterschaften in Budapest statt. Bianchi belegte den achten Platz über 100 Meter Schmetterling. Bei den Olympischen Spielen in Tokio fehlte  Bianchi über 100 Meter Schmetterling als 15. des Halbfinales fast eine Sekunde zum Finaleinzug. Elena Di Liddo wurde 13. und trat auch in den Staffeln an. Die Kurzbahneuropameisterschaften 2021 in Kasan wurden im November ausgetragen. Über 200 Meter Schmetterling wurde Bianchi Dritte hinter der Russin Swetlana Tschimrowa und der Dänin Helena Rosendahl Bach. Über 100 Meter Schmetterling schlug Bianchi als Achte an. Anderthalb Monate später bei den Kurzbahnweltmeisterschaften in Abu Dhabi erreichte Bianchi nur mit der 4-mal-100-Meter-Lagenstaffel das Finale. Im Endlauf wurden die Italienerinnen ohne Bianchi Sechste.
Bei den Mittelmeerspielen 2022 in Oran gewann Bianchi über 100 Meter Schmetterling die Bronzemedaille hinter Lana Pudar aus Bosnien-Herzegowina und der Griechin Anna Doudounaki. Die 4-mal-100-Meter-Lagenstaffel siegte mit Carlotto Zovkova, Lisa Angiolini, Ilaria Bianchi und Sofia Morini vor den Spanierinnen. Im August 2022 war Rom Austragungsort der Europameisterschaften. Bianchi hatte als Sechste über 100 Meter Schmetterling über eine Sekunde Rückstand auf die Medaillenränge. Zum Abschluss belegten Margherita Panziera, Benedetta Pilato, Ilaria Bianchi und Silvia Di Pietro den vierten Platz in der 4-mal-100-Meter-Lagenstaffel, 0,22 Sekunden hinter der Staffel aus den Niederlanden auf dem Bronzerang.
Bei den Weltmeisterschaften 2023 in Fukuoka schied Bianchi als 18. der Vorläufe über 100 Meter Schmetterling aus. Sowohl mit der 4-mal-100-Meter-Mixed-Lagenstaffel als auch mit der 4-mal-100-Meter-Lagenstaffel wurde Bianchi Elfte der Vorläufe.